# Bennard Yao Kumordzi
Bennard Yao Kumordzi (Accra, 21 de Março de 1985) é um futebolista profissional ganês que atua como meia. Atualmente joga pelo Genk.

## Carreira
Kumordzi fez parte do elenco da Seleção Ganesa de Futebol na Campeonato Africano das Nações de 2008.

## Títulos
Gana
- Campeonato Africano das Nações: 2008 3º Lugar.